# Норлина (Северна Каролина)
Норлина (енгл. Norlina) град је у америчкој савезној држави Северна Каролина.

## Демографија
По попису из 2010. године број становника је 1.118, што је 11 (1,0%) становника више него 2000. године.
| Група             | 2000.       | 2010.       |
| Белци             | 627 (56,6%) | 515 (46,1%) |
| Афроамериканци    | 459 (41,5%) | 505 (45,2%) |
| Азијати           | 0 (0,0%)    | 4 (0,4%)    |
| Хиспаноамериканци | 15 (1,4%)   | 70 (6,3%)   |
| Укупно            | 1.107       | 1.118       |